# ジョーディ・ラ＝フォージ
ジョーディ・ラ＝フォージ(Geordi La Forge)は『新スタートレック』に登場する中心人物の一人。
レヴァー・バートンが演じた。 U.S.S.エンタープライズDの機関部長。階級は少佐（第1シーズンでは操舵士（パイロット）、階級は中尉）。

## 略歴
2335年地球生まれのアフリカ系で、兄弟は妹が一人いる。宇宙艦隊士官の両親のもとに産まれる（父と母は劇中に登場した事もある）。母親シルヴァはU.S.S.ヘラの艦長だった。2357年、宇宙艦隊アカデミーを卒業。太陽系でシャトルのパイロットを務めていた時にジャン＝リュック・ピカードと出会い、その実直さを評価される。このことがきっかけで2364年にU.S.S.エンタープライズDに配属されることになった（ライカーと共にU.S.S.フッドから転入）。操舵士・中尉のころ、一度だけエンタープライズDの指揮を執ったことがある（いったん戦場離脱後、推進部を指揮して戦場に復帰し任務を完遂。円盤部は分離時にそのまま離脱）。その後（2365年）第二シーズンからは機関部長・大尉に昇進（注：日本語訳では中尉のまま）、さらに翌年に少佐となり機関部門の責任者となる。
アカデミー卒業から僅か8年で少尉から少佐となっており、全シリーズを通してトップスピードの昇進を達成した事になる。
性格は陽気で、データの親友であり、感情や人付き合いを理解出来ないデータに対して助言を行っている。優秀なエンジニアでもあるので、アンドロイドであるデータの“医師”的な役割もしている。仕事が趣味の様な物で、休日でもデータと様々な研究やワープ効率の上昇、ワープコアの改造等を図っている。ただ、女性の扱いに疎く何度もフラれており、ウォーフやデータにまで助けを求めている。
出生時の障害により生まれながらの盲目。5歳の頃よりヴァイザー（VISOR, Visual Instrument and Sensory Organ Replacement）を装着し、人間に見える可視光線の他にも様々な視覚情報を認識できるようになる（ヴァイザーから見る映像は、肉眼で見るそれとは全く異なる）。
2371年、映画7作目『ジェネレーションズ』でエルオーリア人科学者のソランに拘束された際にヴァイザーに細工をされ、艦内の映像はおろか防御シールドの動作周波数の情報を漏洩させ、デュラス姉妹の攻撃によりエンタープライズDの大破・喪失につながる結果となる。
2372年、大破したエンタープライズDに代わりU.S.S.エンタープライズEに転属。その頃（ファーストコンタクトのころ）からヴァイザーは眼球内蔵型に改良されており、外見上はヴァイザーをしているとは判らない。ただし、見える映像は以前と同様に、肉眼で捕らえるものとは別物である。
2375年、β宇宙域セクター441にある惑星における惑星連邦とソーナ人によるバクー人強制移住計画に反抗。その際に惑星の輪が出す特殊な放射線により一時的に視神経が回復し、ドクターにバイザーを外してもらい文字通り“普通の光景”（日の出）を見ることになる。
2378年、映画10作目で描かれたロミュラン政変の後にライカーとトロイはエンタープライズから転属となるが、ラフォージは引き続きエンタープライズE所属である。
『スタートレック:ピカード』では、2401年、引き続き現役の艦隊士官(将官)であり、准将の地位にある。艦隊ミュージアム館長を務め、娘のシドニーはU.S.S.タイタンの航法士官となり、その姉アランドラは自身の側近となる。可変種が浸透する宇宙艦隊から逃亡するピカードに協力を求められるが家族の安全のために一旦は断る。だが遮蔽装置を盗んでタイタンに設置する際には協力し、ウォーフや新たに製造されたデータの救出に手を貸す。ピカードの指示でデータ内の人格の仕切りを外し、データがローアと人格統合する手助けをする。ボーグと可変種の策謀により、二人の娘を含む若い艦隊員たちではボーグの遺伝子が発現して同化され、新システムにより同期していた艦隊中で反乱が起きる。タイタンを含む、地球付近に集結していた全艦船は乗っ取られる。ピカードら仲間たちを導いてタイタンを脱出し、艦隊ミュージアムで修復・保存していた、新システムで同期しないがゆえに安全な唯一の艦船であるU.S.S.エンタープライズDに招き入れる。ピカード、ライカー、ウォーフがボーグ・キューブに乗り込んだのちはエンタープライズを指揮し、キューブの破壊と危機の回避をもたらす。二人の娘も同化が解ける。

## その他
- 『VOY』[2]では、U.S.S.チャレンジャー号の艦長（2390年）に昇進している（このエピソードはバートンが監督をつとめている）。ただし、ヴォイジャー号を助けるためにチャコティとハリー・キムが歴史を変更したため幻となり、歴史変更後のラ＝フォージは描かれていない。2020年に配信開始された『スタートレック：ピカード』のプロローグに当たるコミック『Star Trek: Picard Countdown』において、ユートピア・プラニシア造船所の責任者（階級：中佐）として勤務している事が明かされた。
- ネーミングは手足に障害のあったスタートレックファン、ジョージ・ラ＝フォージからとられている。
- バートンは児童向け教育番組"Reading Rainbow"（虹を見ようよ）を自ら企画・出演していたため、TNG放映開始前はレギュラーの中で、知名度の高い俳優の一人だった。前述のバイザーの機能とひっかけて「虹を見る男」とも呼ばれる。
- 日本語版の吹き替えは星野充昭が担当した。

## 経歴
- 2401年　宇宙艦隊所属（准将）（『スタートレック・ピカード』S3）
- (2390年　U.S.S.チャレンジャー艦長（大佐）→『VOY』での可能性の未来。)
- 2385年　ユートピア・プラニシア造船所の責任者（中佐）（『Star Trek: Picard Countdown』,「Star Trek: Picard The Last Best Hope」）
- 2372年　U.S.S.エンタープライズE機関部長
- 2365年　U.S.S.エンタープライズD機関部長（大尉（2365年）→少佐（2366年））
- 2364年　U.S.S.エンタープライズD操舵士（中尉）
- U.S.S.フッド
- U.S.S.ビクトリー（少尉）
- 2357年　宇宙艦隊アカデミー 卒業
- ゼフラム・コクレーン高等学校 卒業